# تيم بريس
تيم بريس (بالإنجليزية: Tim Preece)‏ هو ممثل بريطاني، ولد في 5 أغسطس 1938 في المملكة المتحدة.

## أعمال

### أفلام
- (2004) فانيتى فير[2][3]

## وصلات خارجية
- تيم بريس على موقع IMDb (الإنجليزية)
- تيم بريس على موقع قاعدة بيانات برودواي على الإنترنت (الإنجليزية)
- تيم بريس على موقع قاعدة بيانات الفيلم (الإنجليزية)